# Coelophrys arca
Coelophrys arca är en fiskart som beskrevs av Smith och Lewis Radcliffe 1912. Coelophrys arca ingår i släktet Coelophrys och familjen Ogcocephalidae. IUCN kategoriserar arten globalt som otillräckligt studerad. Inga underarter finns listade i Catalogue of Life.